# لاري إل. بيترسون
لاري إل. بيترسون (بالإنجليزية: Larry L. Peterson)‏ هو عالم حاسوب ومهندس أمريكي، ولد في 1958.